# 施琅
施琅（1621年3月7日—1696年4月22日），本名施郎，降清後改名「施琅」，字尊侯，號琢公，福建泉州府晋江县（今晋江市龙湖镇衙口村）人，祖籍河南固始。明末清初軍事家，武術家，明鄭降清將領，封三等靖海侯，諡襄庄，贈太子太傅，清代閩南、臺灣施琅部下尊稱為施將軍、施侯爺。其次子施世綸曾任漕運總督，六子施世驃統領清兵到臺灣平定朱一貴。

## 生平

### 家世
施琅先祖施炳，南宋高宗朝评事官，于隆兴元年（1163年）自光州固始县施大庄（今郭陆滩镇青峰村）南渡入闽，为浔海施氏始祖。
施琅生于明天启元年（1621年）二月十五日。

### 降清与反清
早年武藝超群，是郑芝龙的頭號猛将，顺治三年（1646年）随郑芝龙降清。然其反清之志尚在。永曆元年（1647年）與弟施顯加入郑成功的抗清义旅，同期投靠鄭成功者有甘輝等人。成为郑成功的得力助手、明郑军的重要将领。永曆四年（1650年）八月，鄭成功奪取廈門。還曾經奉獻策略幫助鄭成功殺族叔鄭聯（一說族兄）奪取廈門，也积极参与海上起兵反清。
永曆五年（1651年）四月，鄭成功南下勤王。清軍將領馬得功趁機襲擊廈門，當時度假閒員的施琅率部下數十人反撲馬得功，搶救廈門。為此鄭成功曾因施琅卓著功勳，賞銀二百兩。

### 再降清
施琅富有韜略，然而也恃才而驕，在鄭軍內部先是與陳斌不睦，與黃廷產生衝突。鄭成功手下曾德一度得罪施琅，施琅藉故殺了曾德，因而得罪了鄭成功，鄭成功立即誅殺施琅全家，施琅逃走，父親與弟弟被殺。由於親人被郑成功族滅的大恨，施琅再次降清。施琅先后担任清朝副将、总兵、水师提督，参与清军对郑军的进攻和招抚。
施琅甫投清營二次領軍征臺遇風不順，後調北京任內大臣期間，甚為貧苦，依靠妻子在北京當女紅裁縫貼補家用所需。1662年，鄭成功在台灣病逝、鄭經繼為延平郡王；鄭經主政期間，明鄭內部派系鬥爭日趨激烈，群臣分以支持鄭經二子克臧、克塽為名，結黨爭權，國事日非。

### 攻取台灣
1681年，郑经薨逝，明鄭權臣馮錫範與宗室鄭聰等，發動「東寧之變」，殺鄭克臧，改立先王幼子鄭克塽。七月，清廷大學士李光地上書认为攻台条件成熟，光地為福建省泉州府安溪人，并推荐泉州同鄉施琅。康熙帝采纳了李光地的意见，授施琅福建水师提督，加太子少保衔，命其 “相机进取”；施琅遂得積極進行攻討明鄭的部署准备，時年六十一歲。
1682年，康熙排除朝廷中反对意见，决定攻台，命福建总督姚启圣「统辖福建全省兵马，同提督施琅，进取澎湖、臺湾」，授萬正色為步兵提督領軍12萬進駐福建，接應水師提督大將軍施琅，俱受姚啟聖節制。
1683年六月，施琅指揮清軍水師，在澎湖海戰中大勝明鄭水師，迫使鄭克塽率臣民降清，其在大戰中曾被火銃灼傷右眼，但沒有失明。戰後他还反驳当时清廷内部有人提出「宜迁其人，宜弃其地」的意见，上疏吁请清廷在台湾屯兵镇守、设府管理，力主保留臺湾、守卫臺湾。施琅因功授靖海将军，封「靖海侯」。澎湖因此設置施琅生祠，即「施將軍廟」。

### 臺灣歸還荷蘭之議
「三藩之亂」期間，福建主政者耿精忠，與廣東主政者尚之信均鼓勵手下商人，前往日本與東南亞貿易，以支應財政開銷。臺灣主政者鄭經也佔領福建海澄、廣東南頭（珠江口東北面）水域，以經營對大陸的貿易。
1680年代起，在清廷逐步掌握閩、粵兩省後，開始整肅耿、尚兩藩下的外貿商。以沈上達為首的廣東外貿商，遭受到全面壓制；而福建外貿商，則在總督姚啟聖「籌備征台軍需」的藉口下，得以苟延殘喘。
鄭氏勢力在撤出中國沿岸後，因清廷對閩、廣外貿商之整肅，以及臺灣天災、泰国洋米漲價等因素之影響，發生了軍餉與軍糧周轉不靈的現象。
1683年夏季，清軍水師在施琅率領下，於澎湖擊敗鄭軍。明郑政权決定投降清廷「舉國歸命」，以免因洋米被截，導致飢荒。
施琅在與英、荷兩國滯台人員接觸後，計畫以「臺灣歸還荷蘭」等方式，誘引英、荷兩國人前往福建或臺灣貿易，並以「外國貪涎」為由，力促清廷維持海禁，以達成讓福建外貿商壟斷清朝外貿的目標。然施琅此一企圖，並未獲得荷蘭當局支持。
遂於1684年，在康熙帝堅持「開海」，以及福建、兩廣總督不予配合的多重因素下破滅。

### 管理台灣
施琅攻佔台灣後，雖鄭成功殺施琅父弟，施琅仍親至當時葬於台南的延平郡王墓前，跪拜磕頭痛哭，喃喃自语，大意为「忠孝不能兩全，初芝龍公提攜施氏父子有恩，並且佩服鄭國姓忠於明朝鞠躬盡瘁，惟施琅也揹負父弟大仇；今之如此，各為其主，天意使然，四十年國仇家恨，糾葛至此，感傷不已」云云，左右聞之動容。
清軍克台後，清廷對於是否加以經營，朝議未決；施琅上《恭陳臺灣棄留疏》，力陳保有台灣之重要性。由於李光地說服康熙皇帝，終使康熙皇帝決定繼續经营臺灣。
施琅治下，对于汉人，颁布渡臺禁令，规定“赴台者不許携眷。琅以惠、潮之民多通海，特禁往来。”（連雅堂《台湾通史》）首先嚴禁粵東人渡台，表面上的理由是許多海盜出自此地，但實際原因是“惠潮之民多與鄭氏相通”，也因使得客家人大幅落後同時遷往台灣的泉州人及漳州人，而在日後分類械鬥中失利並退出平原。對其他地區的平民渡台也嚴加限制，並规定渡台人员不得携带家眷，也就是说不許老百姓在台湾扎根，這一政策後来導致台湾婦女奇缺。首任巡台御史黄叔璥《台海使槎录》引《理台末议》的记载说：“终将军施琅之世，严禁粤中惠、潮之民，不许渡台。盖恶惠、潮之地素为海盗渊薮，而積習未忘也。琅殁，渐弛其禁，惠、潮之民乃得越渡。”，因此施琅對台湾的管理構成當時两岸往来的最大障礙，此政策在雍正時放寬海禁後才得以緩解。此外施琅还霸占了郑氏在台湾的经营，侵吞台湾贡银，作为其后勤与举荐的姚启圣也有贪污的记载，但康熙帝以“念其功劳，免之”。此外，亦有文獻提及施琅在台设立机构，以巩固本家在台湾势力。

### 後事
施琅卒于康熙三十五年（1696年），享壽75歲，赐谥襄庄，赠太子少傅衔。施琅死后与其妻王氏、黄氏合葬。

## 遺跡
- 泉州城內的施琅故宅
- 同安东郊的绩光铜柱坊

泉州城內释雅山南麓有施琅故宅，在衙口有靖海侯府和施氏大宗祠，泉州市丰泽区华大街道法华美村有施琅神道碑，施琅墓位于福建省惠安县黄塘镇虎窟村西北500米的坡地，均已列为全国重点文物保护单位。
在同安东郊有施世骠为施琅所立的绩光铜柱坊，现为福建省文物保护单位。

## 評價

### 清朝

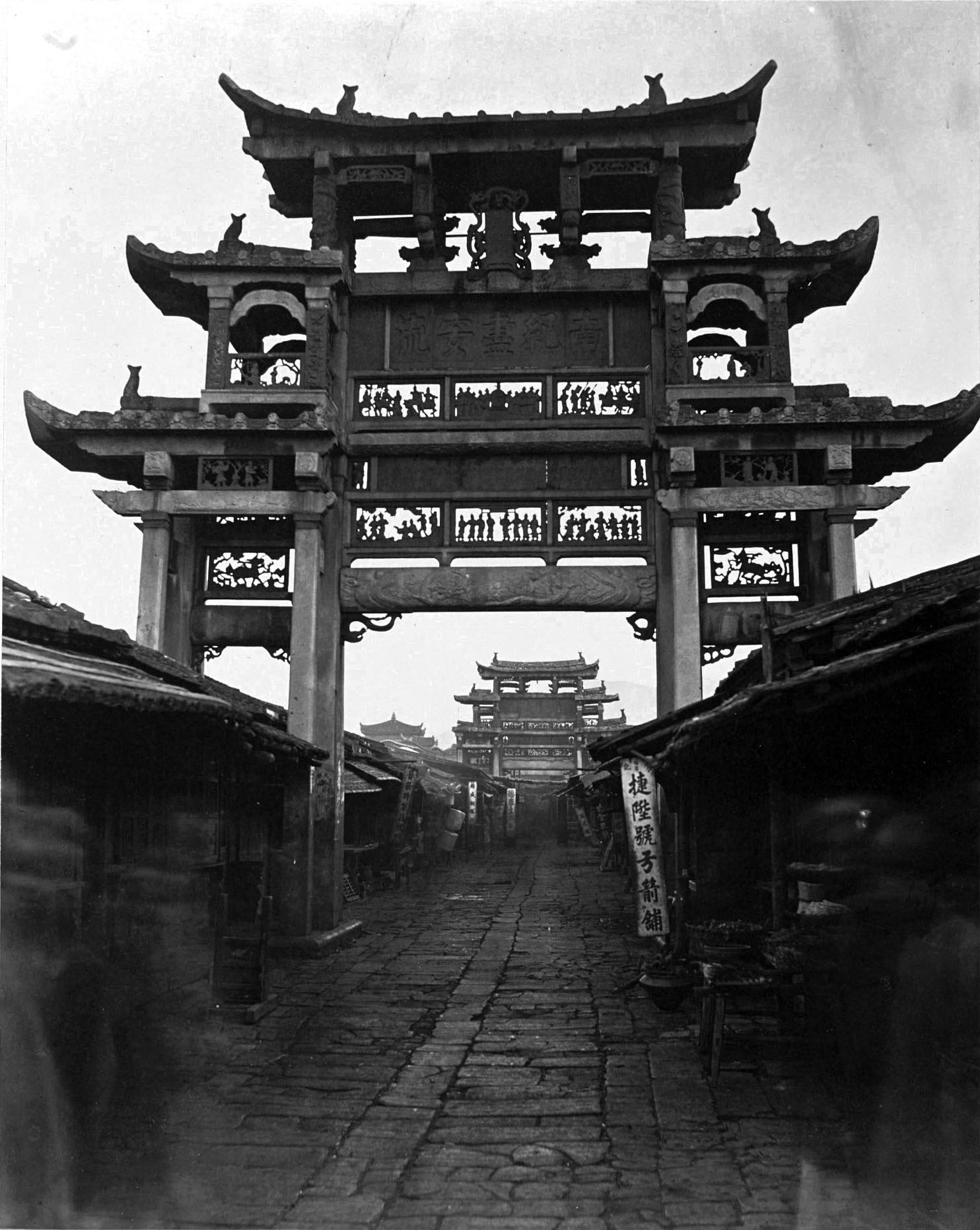
1860年到1880年之間拍攝的施琅牌坊，上書“南紀盡安流”（康熙皇帝《賜施烺詩》）。

康熙帝：“粗魯武夫，未嘗學問，度量偏淺，恃功驕縱”；“將軍施琅，諳熟海島，凡事必與之共議！” “如施琅者，立如此奇勳，必令永秉節鉞，榮華以終其身！” “施琅之功甚大。”。在其死后，“贈太子少傅，賜祭葬，諡襄壯”。
基于当时儒学围绕一家一姓的“忠”“奸”价值观，施琅因為与郑成功之父郑芝龙反复于明清两朝，以及攻打郑氏公报私仇，為清人所不齿，在镇压台湾抗清势力的二十功臣像没有位置。由满清遗老在民国年间编纂的《清史稿》则评价：“台灣平，瑯專其功。然啟聖、興祚經營規畫，戡定諸郡縣。及金、廈既下，鄭氏僅有台澎，遂聚而殲。先事之勞，何可泯也？” 并不承认其平台首功。

### 中華人民共和國
以往中華人民共和國政府往往宣传郑成功“收复台湾”的功绩，称其为民族英雄，大陆民间也往往赞许其“反清复明”的“民族气节”，但对其偏安一方的割据行为罕有提及。施琅作为传统上侍奉两朝的“贰臣”，被历代史家贬低，官方对施琅也鲜有著墨，只在提及郑成功时才略带说明。
1990年代，中華人民共和國為宣揚「中國统一」官方大規模宣传施琅收服台湾的事迹，施琅的负面形象也开始逆转，与郑成功的“台独”相对成为维护「中國统一」的英雄。2006年，电视剧《施琅大将军》在大陆上映，由于其对于施琅反传统的完全正面设定，施琅的“民族英雄”和“汉奸”定位大受争议。独立中文笔会的黄大川则评价电视剧篡改历史，对施琅的评论争议则是“相对较为模糊的民族主义者和新儒家之间展开的”争论。
2011年，在给中国第一艘航空母舰命名的一次网上投票中，“施琅号”在投票中位列第一。

### 中華民國(臺灣)
由於民間同情鄭家，遂將施琅視為與吳三桂相同的國賊叛將。（因背叛鄭成功，還攻下臺灣）
台灣獨立運動裡有些人把郑成功的东宁王国作为“台湾第一王国”，对施琅视之“卖台贼”，並視中國大陆方面宣传施琅的行為为统战。

### 个人评价
連雅堂在《臺灣通史·施琅列傳》中評論稱：「施琅為鄭氏部將，得罪歸清，遂藉滿人以覆明社，忍矣！琅有伍員之怨，而為滅楚之謀，吾又何誅？獨惜臺無申胥，不能為復楚之舉也。悲夫！」連橫並未堅持他一貫的明鄭立場對施琅加以譴責，反而將他比喻為伍子胥，從人子復仇之議寄予同情。
趙爾巽：臺灣平，琅專其功。然啟聖、興祚經營規畫，戡定諸郡縣。及金、廈既下，鄭氏僅有台澎，遂聚而殲。先事之勞，何可泯也？及琅出師，啟聖、興祚欲與同進，琅遽疏言未奉督撫同進之命。上命啟聖同琅進取，止興祚毋行。既克，啟聖告捷疏後琅至，賞不及，鬱鬱發病卒。功名之際，有難言之矣。大敵在前，將帥內相競，審擇堅任，一戰而克。非聖祖善馭群材，曷能有此哉？
中國大陸歷史研究員吳伯婭：施琅力主留台守台，鞏固邊防，維護統一，防止外來侵略，作出了極其重大的貢獻。他的遠見卓識造福後人，流芳百世。
中國哲學家李澤厚依據其一貫堅持的倫理絕對主義信念，認為文天祥、史可法、鄭成功等保鄉衛國，重視氣節，才是值得推崇的對象。相反，若認為任何人有助於「疆土擴大」而無原則地改換效忠對象，則可能導致同意汪精衛、吳三桂的危險，即未來有人支持美國征服中國也可能受到正面評價。李澤厚進一步認為，滿清政權比之明代更為閉鎖，對文化之壓制更甚，如若李自成擊敗清廷，中國之發展有可能較好。所以如此觀之，施琅投效清廷，也不利於中國的經濟和文化發展。從歷史、道德兩面來看，施琅都是負面人物。
香港著作武侠小说家金庸在《鹿鼎记》中通过韦小宝对施琅说的语言透露了金庸对施琅的不满。

## 施琅與媽祖
施琅底定全台，上奏清廷建議奉台灣民間信仰的媽祖「天妃」赐晋「天后」，康熙二十三年（1684年）清廷准奏，且進頒「護國庇民妙靈昭應仁慈天后」敕號，改台南寧靖王府為大天后宮，派滿族大臣禮部侍郎（三品）雅虎致祭。雍正四年，皇帝又御書「神昭海表」匾，由台灣鎮總兵林亮迎至天后宮敬懸，乾隆時期清廷又頒旨改官祀，天后宮之名稱逐漸普及至今。
當時施琅從湄洲島湄洲媽祖祖廟帶來的古媽祖「黑面二媽」，目前安置奉祀在鹿港天后宮，供眾信徒膜拜，此尊神像已有一千年的歷史，目前全世界僅存一尊，中国大陸本有兩尊開基媽，但都毀於「文化大革命」。

## 相關作品
2001年中國中央電視台第一套頻道於黃金時段播出电视剧《康熙王朝》，由侯永生飾演。劇中即大篇幅改編描述施琅謀畫攻打明鄭，鄭經兵敗自刎的段落。但根據《明史》、《清史稿》和《台灣通史》、《府城縣誌》等記載，鄭經和其父鄭森（鄭成功）一樣都是病逝，並未有鄭經自刎之記載，因此引得鄭成功的後人對此段落深表憤怒。
三十七集电视剧《施琅大将军》，由吳京安飾演。是国家广电总局重大历史題材。该剧筹备拍摄历时两年，投资两千多万元，由福建电影制片厂摄制，在中央电视台一套黄金档播出。
2007年，臺灣公共電視紀錄片《打拚——台灣人民的歷史》；演員：乾德門。

## 相關研究書目
（按照作者與出版年份順序排列）
- 周雪玉，1978年，施琅之研究。文化大學史學研究所碩士論文。
- 施偉青著，1987年，施琅評傳。廈門：廈門大學出版社。
- 陳芳明，1996年，鄭成功與施琅：台灣歷史人物評價的反思，見張炎憲、李筱峰、戴寶村編，台灣史論文精選（上），台北 ：玉山社。
- 施偉青著，1998年7月，施琅年譜考略，湖南岳麓出版社出版。
- 賀幼玲，1998年，《臺灣外記》之人物與思想研究。國立中山大學中國文學系碩士論文。
- 施偉青主編，2000年，施琅研究。厦門：厦門大學出版社。
- 李祖基，2000年，施琅與清初的大陸移民渡臺政策。歷史月刊。
- 許在全、吳幼雄編，2001年，施琅研究。北京市：中國社會科學出版社。
- 石萬壽，2002年，臺灣棄留議新探。臺灣文獻。
- 施伟青主编，2003年，《施琅研究》国际文化出版公司出版。
- 謝碧蓮，2004年，施琅攻臺灣。臺南市：臺南縣文化局。
- 謝英從，2005年，施琅租業新發現：大潭底莊、椰樹腳莊、史椰腳莊位置考。臺灣文獻。
- 李世偉，2005年，「媽祖加封天后」新探。海洋文化學刊。
- 施偉青著，2006年1月《施琅將軍傳》湖南岳麓出版社出版。
- 施性山主編，2006年，8月《施琅研究》（第一卷）；香港人民出版社。
- 施性山主編，2007年，5月《施琅研究》（第二卷）；香港人民出版社。
- 施性山主編，2008年，5月《施琅研究》（第三卷）；文化艺术出版社。
- 施性山主編，2009年，5月《施琅研究》（第四卷）；中华诗词出版社。

### 引用
1. ↑  泉州市地方志编纂委员会编. . . 北京: 中国社会科学出版社. 2000  [2009-02-03]. ISBN 7-5004-2700-X. （原始内容存档于2009-09-15）.
2. ↑  . 固始县政府网站.   [2012-07-26]. （原始内容存档于2020-06-05）.
3. ↑  《臺灣鄭氏始末》
4. ↑  金成前，〈施琅黃梧降清對明鄭之影響〉。《臺灣文獻》第十七卷第三期，1966年9月。
5. ↑  顧誠. 南明史. 第十四章 鄭成功在閩粵沿海地區的軍事活動 （页面存档备份，存于）
6. ↑  東寧王國 （页面存档备份，存于）, 臺灣大百科全書, 中華民國文化部
7. ↑   (PDF).   [2021-03-22]. （原始内容存档 (PDF)于2021-11-18） （中文（臺灣））.见鄭維中，〈施琅「臺灣歸還荷蘭」密議〉。《臺灣文獻》第六十一卷第三期。
8. ↑  周雪玉著，《施琅攻台的功與過》，台北，台原出版社，1990年2月
9. ↑  駱芬美. . 台北市: 時報. 2013: 191. ISBN 9789571357287.
10. 1 2 3  . 独立中文笔会. 2016-10-17  [2018-03-31]. （原始内容存档于2020-08-13） （中文（中国大陆））.
11. ↑  . www.sohu.com. 2017-08-23  [2018-03-31]. （原始内容存档于2020-08-13）.
12. 1 2  发自日本, 威克 Bbc中文网记者. . BBC 中文网.   [2018-03-31]. （原始内容存档于2020-08-13） （中文（简体））.
13. ↑  . 蘋果日報.   [2018-03-31]. （原始内容存档于2020-12-15） （中文（臺灣））.
14. ↑  . 德国之声. 2006-03-31  [2018-03-31] （中文）.
15. ↑  .   [2012年6月16日]. （原始内容存档于2018年4月1日）.
16. ↑  . theory.people.com.cn.   [2018-03-31]. （原始内容存档于2018-04-01）.
17. ↑  .   [2018-03-31]. （原始内容存档于2020-08-13）.
18. ↑  . 台灣獨立建國聯盟.   [2018-03-31]. （原始内容存档于2020-11-10） （美国英语）.
19. ↑  . 蘋果日報.   [2018-03-31]. （原始内容存档于2020-06-24） （中文（臺灣））.
20. ↑  .   [2015-06-28]. （原始内容存档于2020-11-10）.
21. 1 2  吴伯娅，《施琅对清朝统一台湾的贡献》，中華文史網，2005-03-29[永久]
22. ↑  . 腾讯网.   [2006年4月20日]. （原始内容存档于2018年4月1日） （中文（中国大陆））. “施大人本来是台湾国姓爷部下的大将，回过头来打死台湾的兵将，死了的冤鬼自然心中不服……”，“施琅默语，心下甚是恚怒。他是福建晋江人，台湾郑王的部属十之八九也都是福建人，尤以闽南人为多。他打平台湾后，曾听到不少风言风语，骂他是汉奸、闽奸，更有人匿名写了文章做了诗来斥骂他讽刺他的。他本就内心有愧，只是如此当面公然讥刺，韦小宝却是第一人”

## 外部連結
- 汪荣祖：〈施琅与台湾 （页面存档备份，存于）〉。
- 台南天后宮沿革 （页面存档备份，存于）